# NGC 4003
NGC 4003 (другие обозначения — UGC 6948, MCG 4-28-105, ZWG 127.115, KCPG 312B, PGC 37646) — линзообразная или спиральная галактика с перемычкой (морфологический тип по Вокулёру SB0) в созвездии Льва. Открыта Уильямом Гершелем в 1785 году.
Этот объект входит в число перечисленных в оригинальной редакции «Нового общего каталога».

## Описание
NGC 4003 представляет собой линзообразную галактику с перемычкой типа Sb0 в созвездии Льва. Объект открыт Уильямом Гершелем 10 апреля 1785 года.
Галактика имеет необычную довольно сложную структуру. Галактика имеет ядро с видимой структурой в виде колец и некоторыми признаками спиральных полос, явно выраженный бар, окружённый ещё одним кольцом, продолжающимся широкими спиральными рукавами, которые делают почти целый оборот вокруг галактики, образуя почти замкнутое внешнее кольцо. Такая структура может быть объяснена взаимодействием в паре NGC 4002 — NGC 4003.

## Данные наблюдений
Видимая звёздная величина в диапазоне чувствительности глаза mV = 13,5m, в синем фильтре mB = 14,8m. В полосе К (ближний инфракрасный свет) mK = (10,132 ± 0,035)m. Поверхностная яркость — 13,7; угловое положение — 151°.
По состоянию на стандартную эпоху J2000.0 прямое восхождение объекта составляет 11ч 57м 59,0с, склонение +23° 07′ 31″.
Видимые размеры — 1,5 × 0,9 угловой минуты.
Эта галактика, вероятно, образует физическую пару с NGC 4002; минимальное расстояние между их ядрами составляет около 400 тыс. световых лет при предполагаемом расстоянии. На фотографиях видна небольшая, наклонённая к лучу зрения спиральная галактика со слабой перемычкой, от которой отходят очень тонкие, узкие спиральные рукава; в центре округлое ядро. Галактика вытянута с юго-юго-востока на северо-северо-запад. При визуальном наблюдении в любительский телескоп галактика очень тусклая, различимо только её ядро как очень маленькое, круглое и уплотненное пятно. Радиальная скорость: 6476 км/с. Расстояние: 289 млн световых лет. Диаметр: 126 тыс. световых лет.
Входит в Сверхскопление Волос Вероники. Содержит активное ядро типа LINER. В каталоге SIMBAD для этой галактики указано дублирующее обозначение NGC 4007, однако К.Селигман считает, что дубликатом NGC 4007 является NGC 4005.
В галактике обнаружены указания на существование так называемой бар-линзы (линза меньших размеров, чем больша́я ось перемычки, так что части перемычки наблюдаются за границами линзы, но бо́льших размеров, чем ядерная линза). Область, окружающая ядро, проявляет спектр, характерный для галактик с активным ядром типа LINER, однако в самом ядре и на периферии галактики спектры характерны для галактик со вспышкой звездообразования.